# Strongylaspis hirticollis
Strongylaspis hirticollis là một loài bọ cánh cứng trong họ Cerambycidae.